# Kim Ji-young (attrice 1974)
Kim Ji-young (김지영?; 7 settembre 1974) è un'attrice sudcoreana.

## Biografia
Nel 1994, al primo anno di università, si unì ad una compagnia teatrale e iniziò a studiare recitazione.  Nel 1995 debuttò in televisione con il gioco Gajang haengboghage jamkkaeneun namja (가장 행복하게 잠깨는 남자?). Continuò interpretando principalmente ruoli minori e divenne nota al grande pubblico grazie alla sua interpretazione nel drama Jeon-won-ilgi (전원일기?) nel 1997. Esordì al cinema nel 1998 con il film Christmas noonyi naerimyeon (크리스마스에 눈이 내리면?).

## Vita privata
Ha sposato il collega Nam Sung-jin, conosciuto sul set di Jeon-won-ilgi. La coppia ha un figlio.

## Filmografia

### Cinema
- Christmas noonyi naerimyeon (크리스마스에 눈이 내리면?), regia di Jang Dong-hong (1998)
- Happy Ero Christmas (해피 에로 크리스마스?), regia di Lee Geon-dong (2003)
- Mongjunggi 2 (몽정기 2?), regia di Jung Cho-shin (2005)
- Daenseo-ui sunjeong (댄서의 순정?), regia di Park Young-hoon (2005)
- Old Miss Diary geukjangpan (올드 미스 다이어리 - 극장판?), regia di Kim Suk-yoon (2006)
- Woori saengae chwegoui soongan (우리 생애 최고의 순간?), regia di Yim Soonrye (2008)
- Shirano; yeonaejojakdan (시라노;연애조작단?), regia di Kim Hyeon-seok (2010)
- Nae anaeui modeun geot (내 아내의 모든 것?), regia di Min Kyu-dong (2012)
- Ambulance, episodio di Mooseowon iyagi (무서운 이야기?), regia di Kim Gok e Kim Sun (2012)
- Touch (터치?), regia di Min Byung-hun (2012)
- Star Shaped Stain, episodio di Gajok sinema (가족 시네마?), regia di Hong Ji-young (2012)
- Plan Man (플랜맨?), regia di Sung Si-heub (2014)
- Dangshin geogi iteojoorraeyo (당신 거기 있어줄래요?), regia di Hong Ji-young (2016)
- 7Hosil (7호실?), regia di Lee Yong-seung (2017)
- Sarajin bam (사라진 밤?), regia di Lee Chang-hee (2018)
- Geukhanjikeob (극한직업?), regia di Lee Byeong-hun (2019)
- Exit (엑시트?), regia di Lee Sang-geun (2019)

### Televisione
- Uiga hyeongje (의가형제?) – serial TV (1997)
- Keudae keurigo na (그대 그리고 나?) – serial TV (1997-1998)
- Saramui jip (사람의 집?) – serial TV (1999)
- Domato (토마토?) – serial TV (1999-2000)
- Saranghae dangsineul (사랑해 당신을?) – serial TV (1999)
- Eommaya nunaya (엄마야 누나야?) – serial TV (2000-2001)
- Godok (고독?) – serial TV (2002)
- Baekjoui hosu (백조의 호수?) – serial TV (2003)
- Bok-kyeong naesarang (북경 내 사랑?) – serial TV (2004)
- Oldeumiseu daieori (올드미스 다이어리?) – serial TV (2004-2005)
- Sarangeun amudo motmalri (사랑은 아무도 못말려?) – serial TV (2006)
- Nae sarang motnani (내사랑 못난이?) – serial TV (2006)
- Du anae (두 아내?) – serial TV (2009)
- Geolhon haejooseyo (결혼해주세요?) – serial TV (2010)
- Meiqwin (메이퀸?) – serial TV (2012)
- Moozasik sangpalja (무자식 상팔자?) – serial TV (2012-2013)
- Modoo da kimchi (모두 다 김치?) – serial TV (2014)
- Dulnal (돌날?), regia di Kim Young-jo – film TV (2014)
- Widaehan jogangjicheo (위대한 조강지처?) – serial TV (2015)
- Sarangi oneyo (사랑이 오네요?) – serial TV (2016)
- Good Casting (굿캐스팅?) – serial TV (2020)
- Wooahan chingoodeul (우아한 친구들?) – serial TV (2020)